# Collide
«Collide» — американський електронний дует, з Лос-Анджелесу, Каліфорнія. Учасники проекту виступають під псевдонімами: композитор Статік (Static),  та каРІН (kaRIN) - вокалістка та авторка більшесті текстів.
Неповторима стильова палітра, яку Static створює на студійний записах «Collide», складається з елементів таких жанрів як індастріал, електро, трип-хоп та готик-рок. У той же час на своїх концертах, завдяки запрошеним музикантам (гітарист, басист та барабаншик) - їхнє звучання наближається до найкращих зразків американського індастріал-року (на кшталт NIN, Ministry).
Але мабуть справжнім смарагдом колективу є не стільки музика, скільки харизматичний вокал kaRIN. Її сильний, жіночний, жахливо спокусливий голос, додаткові відтінки якому надають оригінальні ефекти, манить і ранить, збуджує і хвилює, любить і розбиває серце.
Діяльність у рамках проетку Collide не є головним джерелом доходів учасників, тому паузи між виданням нових альбомів іноді сягають п'яти років.

## Історія

### Заснування
Collide був заснований на початку 90-х років, у місті Лос-Анджелес. Тоді в одному з клубів Північного Голівуду, зустрілися Статік та Карін. Статік тоді працював у студії звукоінженером, а у вільний час записував синтезаторні партії для декількох популярних індастріел-рок банд та грав dj-сети по клубах. Карін тільки закінчила школу і поступила до коледжу вчитися на дизайнера, (у вільний час вона працювала моделлю в тому ж коледжі). "Ми ніколи не думали про заснування гурту, просто ми хотіли робити музику яку ми хотіли б слухати. Після того як перші кілька пісень були закінчені, ми зрозуміли, що наша музика звучить як щось особливе. Пізніше, через деякий час, ми почали усвідомлювати, що наша співпраця дуже важлива для нас." .  Назва "Collide" (укр. зіткнутися) походить від «зіткнення» двох складових музики проекту: перш за все, ефірного вокалу Карін та електронної музики Статіка.

### Дебют
Згодом з'явилась демо-лента «The Crimson Trial», яку вони розіслали по лейблам. Інді-лейбл "Re-constriction Records" запропонував вигідні умови тому з ним і був підписаний контракт на видання двох альбомів. Ця фірма була знайома Статіку, через те що вона спеціалізувалася саме на місцевій ідустріальній сцені; до того ж, вона мала своїх партнерів у Європі. У 1996 році світ побачив дебютний альбом «Beneath the Skin» (укр. Під шкірою) (у Європі його видали німці з "Nightshade Productions"). Задля підтримки релізу були видані два сингла Skin і Deep / Violet's Dance, а також проведені гастролі по клубам міст тихоокеанського узбережжя США. У 1998-му був підготовлений альбом «Distort» (укр. перекручувати), який фактично був збіркою реміксів на пісні з дебютника і містив лише одну нову композицію.

### Chasing The Ghost
Невдовзі після виходу «Distort» припинив існувати "Re-constriction Records". На той час Collide здобув певну відомість у вузьких андерграудних колах - у зв'язку з чим - проектом почалися цікавитися агенти мейджор-лейблів. Самі ж Карін та Статік не бажали розпочинати комерційну гру: 
Працюючи для багатьох інших артистів, я побачив, як швидко вони згорають в бізнес-котлі. Що до великих компаній, то все крутиться навколо великих хітів та їх розкрутки на радіо. Я все це розумію, але, будучи артистом, я просто хочу робити таку музику, яка відображає мої почуття..
Вони створили свій власний лейбл "Noiseplus Music", на якому у 2000-му році, світ побачив другий студійний альбом «Chasing The Ghost» (укр. Переслідуючи привида). Дистриб'юцією у Європі продукції "Noiseplus" зайнявся бельгійській лейбл "Alfa Matrix".
Серед десяти нових треків представлених на платівці був і кавер на пісню The White Rabbit легендарних Jefferson Airplane. Через сім років, ремікс цього треку - White Rabbit (SPC ECO Mix) - потрапить до саундтреку голівудського блок-бастеру "Resident Evil: Extinction".

### Some Kind of Strange/Vortex
Через зайнятість справами лейблу, а також виконуючи багато супутньої роботи - новий лонг-плей Collide з'явився лише через три роки. Самі ж музиканти не бачать нічого поганого у таких тривалих перервах між виходами альбомів:
Я і Statik дуже уважно ставимося до всіх аспектів нашої кар'єри. Це свого роду процес знаходження компромісів та прийняття рішень, які іноді даються нелегко, але саме тому все розвивається так, як ви можете спостерігати. Ми обидва приділяємо багато уваги деталям..
Нова робота отримала назву «Some Kind of Strange» (укр. Дещо дивне). Карін так пояснила цю назву:
Цей вираз підсумовує те, чим ми є, тому що наша музика не зовсім вписується у відомі жанрові категорії і таким чином є трошки дивною..
Одразу після виходу альбому, на офіційному сайті Collide з'явилося повідомлення, в якому Statik та kaRIN запрошували своїх шанувальників робити та присилати до них ремікси на їхні пісні. Сам гурт вирушив на клубні гастролі. На той час їхня концертна програма вже мала ознаки яскравого шоу - великі екрани (відеоряд  до них був зроблений kaRIN) сама вокалістка, яка змінює сукні протягом виступу та ін.
У квітні 2004-го, рівно через рік після виходу «Some Kind of Strange», побачила світ компіляція реміксів «Vortex» (укр. заворотень) - вже другий альбом такого формату у дискографії дуету. Ремікси були надіслані з різних частин світу: з Південної Америки, Європи, Японії та Росії. Треків було так багато, що ця компіляція була видана на двох дисках. Також На збірці були і нові треки від Collide.
Всю міць концертних виступів каліфорнійців можна було оцінити на виданому у 2005-му році DVD «LIKE THE HUNTED», в основу якого ліг запис концерту у лос-анджелеському клубі "El Rey" (існує також звичайна CD-версія цього концерту, озаглавлена «Live At The El Rey»). Крім того на DVD потрапило багато бонусних матеріалів - відео-кліпів, інтерв'ю та ін.

### Сайд-проекти
У тому ж 2005-му Collide взяли паузу у своїй діяльності. Карін відкрила власну дизайнерську компанію; завдяки своєму професіоналізму, Статік завжди мав багато роботи у студії. Працювати над новим матеріалом, вони почали десь через рік. Коли була готова приблизно половина від задуманого - з'явилась можливість попрацювати з Діном Гарсією (Dean Garcia) - британським продюсером та музикантом, засновником гурту Curve. Через це, робота над четвертим студійником Collide була відкладена на невизначений термін.
Все почалося з ідеї записати кілька пісень з Карін в ролі запрошеної вокалістки, але в результаті все переросло у повноцінний лонг-плей. Цікаво відмітити, що Гарсія не зустрічалася з каліфорнійцями у реальному житті, і обговорення всіх аспектів запису, відбувалось виключно через інтернет:
Подібний метод роботи дозволяє записати альбому в більш швидкому і комфортному темпі, без постійної присутності і втручання всіх учасників групи і очікування, коли ж буде закінчена та чи інша частина матеріалу. Це дозволяє трекам розкритися, коли вони вже завершені..
Проект отримав назву The Secret Meeting, а дебютну платівку назвали «Ultrashiver».
Обкладинкою альбому стала сюрреалістична картина художника Teodoru Badiu, яка відсилає нас до візуальних фантазій в дусі Сальвадора Далі і Дейва МакКінні.
Музичний стиль «Ultrashiver» суттєво відрізнявся від попередньої творчості учасників проекту The Secret Meeting. Від студійників Collide його відрізняє наявність важких, нойзових гітар та відсутність складних електронних фактур; від творчості CURVE - відсутність швидких, жорстких та агресивних танцювальних брейкбіт-індустріальних треків. В цілому музиканти залишились задоволеними своєю співпрацею.

### Two Headed Monster/These Eyes Before
Лише у вересні 2008-го, Статік і Карін спромоглися видати четвертий повноцінний студійний альбом. Робота отримала назву «Two Headed Monster» (укр. Двоголовий монстр). Майже одразу після видання цього альбому, через офіційний сайт лейблу "Noiseplus Music" можна було завантажити новий реліз - EP «Not Forgotten» (укр. Не забутий), який представляв з себе вісім реміксів на композиції з перших двох альбомів.
У своїх інтерв'ю kaRIN & Statik натякали, що вони готують ще одну нову роботу, при чому це буде не черговий студійний альбом. Врешті решт, на честь Дня Всіх Святих - 31 жовтня 2009 року, виходить «These Eyes Before». Цей реліз є компіляцією каверів, у виконанні Collide, на відомі хіти таких виконавців як Pink Floyd, Кріса Айзека, Radiohead, Девіда Боуї, Depeche Mode та інших. На критиків та меломанів цей експеримент справив неоднозначне враження. І експерти і фани погоджувались з тим, що деякі кавери вдались, а деякі ні.

### Подальші плани
У середу 4 травня 2011 року, на офіційному сайті проекту з'явилось повідомлення, в якому kaRIN & Statik запрошували фанів придумати назву до нового, вже шостого студійного альбому Collide.

## Музиканти

### Постійні учасники
- Statik — музика, семпли, програмування, клавішні, звукозапис
- kaRIN — вокал, лірика, арт-концепція

### Запрошені музиканти - Концертний склад
- Scott Landes – гітара
- Rogerio Silva – гітара
- Chaz Pease – барабани
- Kai Kurosawa – Warr Guitar/бас

## Дискографія

### Альбоми
| Назва                | Дата виходу      | Лейбл                         |
| -------------------- | ---------------- | ----------------------------- |
| The Crimson Trial    | –                | демо                          |
| Beneath the Skin     | 1996             | Re-Constriction/Cargo Records |
| Distort              | 1998             | Re-Constriction/Cargo Records |
| Chasing the Ghost    | 31 жовтня, 2000  | Noiseplus Music               |
| Some Kind of Strange | 22 квітня, 2003  | Noiseplus Music               |
| Vortex               | 20 квітня, 2004  | Noiseplus Music               |
| Live At The El Rey   | 2005             | Noiseplus Music               |
| Two Headed Monster   | 23 вересня, 2008 | Noiseplus Music               |
| These Eyes Before    | 31 жовтня, 2009  | Noiseplus Music               |
| Counting to Zero     | 27 вересня, 2011 | Noiseplus Music               |
| Bent and Broken      | 30 жовтня, 2012  | Noiseplus Music               |

### The Secret Meeting
| Назва                | Дата видання       | Лейбл           |
| -------------------- | ------------------ | --------------- |
| Shiver X EP          | 26 червня, 2007    | Noiseplus Music |
| Ultrashiver          | 26 червня, 2007    | Noiseplus Music |
| Shooting Laser Beams | 16 листопада, 2007 | Noiseplus Music |